# Domínio de integridade
Um domínio de integridade (ou anel de integridade)é um anel {\displaystyle (D,+,.)} com as seguintes propriedades adicionais:
1. {\displaystyle \exists 1\in D\ (1\neq 0\land \forall x\in D\ (1.x=x.1=x))} (elemento neutro)
2. {\displaystyle \forall x,y\in D\ (x.y=y.x)} (comutatividade)
3. {\displaystyle \forall x,y\in D\ (x.y=0\rightarrow (x=0\lor y=0))} (não existem divisores de zero)

## Exemplos
- O conjunto dos números inteiros {\displaystyle \mathbb {Z} }
- Todo corpo é um domínio de integridade
- Analogamente, todo domínio de integridade finito é um corpo: seja a um elemento não-nulo de um domínio de integridade finito D. Então a função {\displaystyle f:D\to D,f(x)=ax} é injetiva (caso contrário, f(x) = f(y), a x = a y logo a (x - y) = 0 e D teria divisores de zero), logo sobrejetiva, portanto existe b tal que f(b) = 1.
- Para qualquer corpo ou domínio de integridade D, o anel dos polinômios D[x] é um domínio de integridade.
- Os anéis finitos {\displaystyle \mathbb {Z} _{n}} não são domínios de integridade quando n for um número composto, porque sendo {\displaystyle n=a\ b,} então em {\displaystyle \mathbb {Z} _{n}{\mbox{ , }}a\ b=0.} Quando n for um número primo, {\displaystyle \mathbb {Z} _{n}} é um corpo (logo, é um domínio de integridade).

## Corpo de frações
Para todo domínio de integridade D existe um corpo K, {\displaystyle D\subseteq K,} tal que todo elemento de K pode ser escrito da forma a/b, sendo {\displaystyle a,b\in D.}
Este é o corpo de frações de D, e é único no seguinte sentido algébrico: se {\displaystyle K_{1}} é outro corpo {\displaystyle K_{1}\supseteq D} em que todo elemento de {\displaystyle K_{1}} pode ser escrito como a/b com {\displaystyle a,b\in D,} então K e {\displaystyle K_{1}} são isomorfos.